# Thermisch geleidende pad

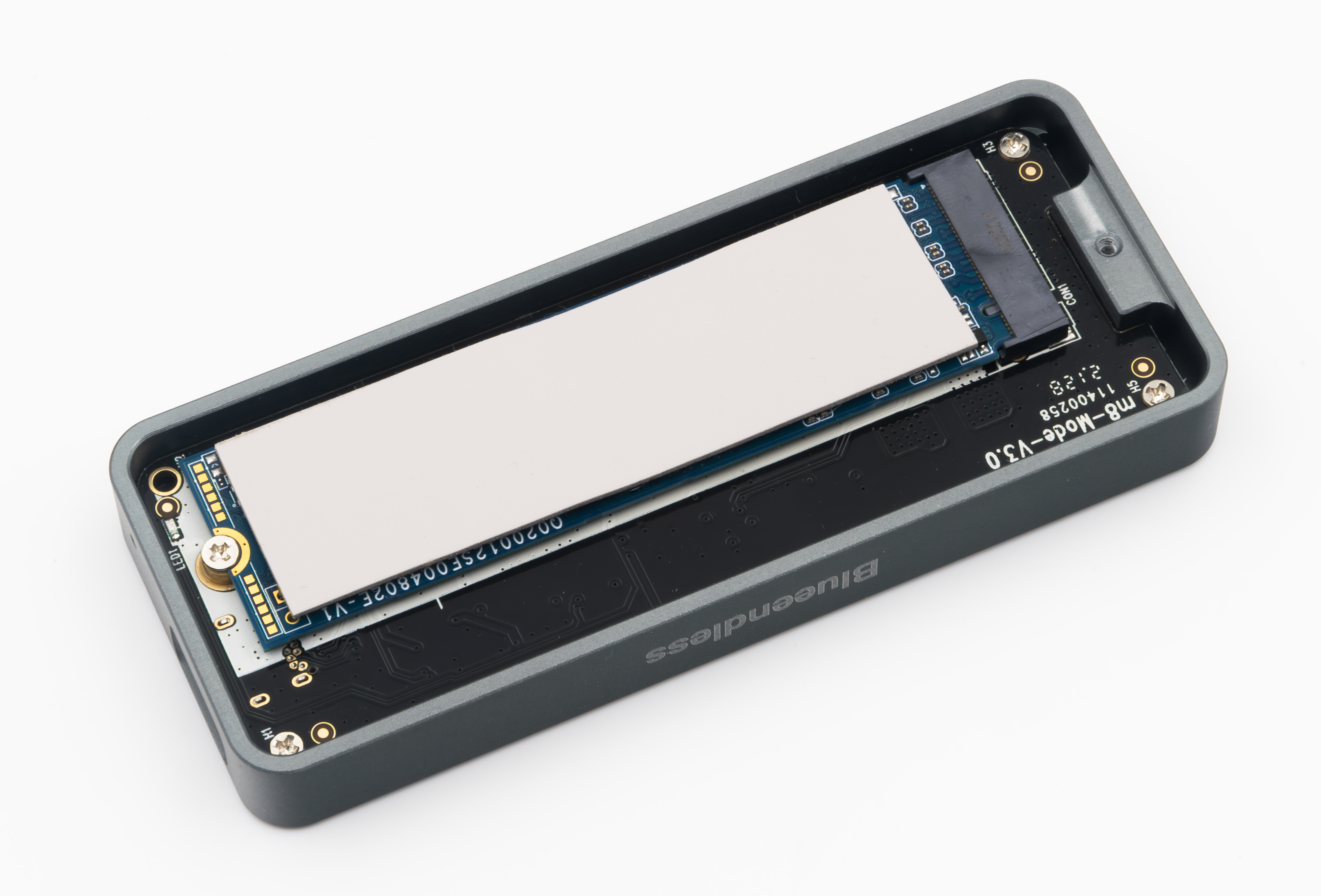
Een externe SSD met een grijs thermisch geleidend vlak voor het afvoeren van warmte.

Een thermisch geleidende pad (Engels: thermal pad of thermal conductive pad) is in de elektronica een onderlegger van een vast materiaal (meestal van paraffine of silicium basis), dat doorgaans aangetroffen wordt onder een koelplaat (heatsink) (doorgaans van aluminium of koper), om de thermische geleidbaarheid te bevorderen tussen de koelplaat en het te koelen oppervlak van een elektronisch component (zoals een processor (CPU) of een dergelijke chip). Thermische pads en koelpasta worden gebruikt om luchtspleten op te vullen, omdat de twee oppervlakten die in thermisch contact zijn een enigszins ruw oppervlak hebben. Thermische pads zijn relatief broos bij kamertemperatuur, maar worden zachter en, daarmee, vullend bij bedrijfstemperatuur.
Een thermische pad wordt als geleidend materiaal gebruikt als alternatief op koelpasta. Chipfabrikanten AMD en Intel hebben thermische pads inbegrepen aan de onderkant van de koelplaat, meegeleverd met een deel van hun processors, dit omdat thermische pads niet afzetting (tijdens inklemmen) of geknoei met pasta kunnen veroorzaken en gemakkelijk te plaatsen zijn. Niettemin geleiden thermische pads warmte minder efficiënt dan een minimaal laagje koelpasta.